# IC 574
IC 574 ist eine elliptische Galaxie vom Hubble-Typ E/S0 im Sternbild Sextant südlich der Ekliptik. Sie ist schätzungsweise 263 Millionen Lichtjahre von der Milchstraße entfernt und hat einen Durchmesser von etwa 100.000 Lj.
Im selben Himmelsareal befinden sich u. a. die Galaxien NGC 3035, NGC 3064, IC 575.
Das Objekt wurde am 9. März 1893 vom französischen Astronomen Stéphane Javelle entdeckt.